# (454329) Ericpiquette
(454329) Ericpiquette est un astéroïde de la ceinture principale.

## Description
(454329) Ericpiquette est un astéroïde de la ceinture principale. Il fut découvert le 10 juin 2010 aux États-Unis par le programme WISE. Il présente une orbite caractérisée par un demi-grand axe de 2,76 UA, une excentricité de 0,21 et une inclinaison de 10,2° par rapport à l'écliptique.